# Ахмад-шах II Бахмані
Ала уд-Дін Ахмад-шах II (урду علاء الدین احمد شاہ بہمنی; д/н — 6 травня 1458) — султан держави Бахмані у 1436—1458 роках.

## Життєпис
Син султана Ахмад-шаха I. Дата народження невідоме, отримав ім'я Зафар-хан. Згодом долучився до державних справ, а з початку 1430-х років фактично був співсултаном батька. Після смерті Ахмад-шаха I 1436 року спадкував владу. Прийняв тронне ім'я Ала уд-Дін Ахмад-шах. Невдовзі придушив повстання на чолі з братом Махмуд-ханом. Султан пробачив останнього, надавши тому в володіння долину Райчур на кордоні з Віджаянагарською імперією.
Продовжив політику попередника, спрямовану на мирні відносини з раджами-телугу, одружившись з дочкою раджі Сангмесвара, якій він дав титул Зеба Чехра. Втім стосунки з Хандеським султанатом погірщшилися. Султан Насір-хан Фарукі в союзі з князівством Гарха атакували північні землі Бахманідської держави. На бік ворогів перейшли деякі місцеві сановники та військовики, внаслідок чого тому вдалося захопити місто Берар. У відповідь армія бахманідське військо на чолі з Маліком-ут-Туджаром спочатку завдала поразки супротивникові біля Роханхедагату, потім пішла за ним до Бурханпура, розграбувала місто і, нарешті, 1437 року розгромила його армію в битві при Лалінгу. Після цього Ахмад-шах II вступив у боротьбу за вплив на Хандеш з Гуджаратським султанатом, яку зрештою програв.
Активно розбудовував нову столицю султанату Бідар, яку прикрасив численними палацами, садами та громадськими будовами, а також потужними укріпленнями. Знищив розбійників та волоцюг, що створювали гармидар в державі за попередників. Продовжив фундувати лікарні та медресе. Також завершив грошову реформу батька щодо встановлення міри срібла та міді в монетах.
1443 року Деварая II, магараджахіраджа Віджаянагару, виступив проти Бахмані. Спочатку той завдав поразки Махмуд-хану, захопивши Райчурську долину. Втім султан Ахмад-шах II завдав поразки віджаянагарським військам й змусив відступити з Райчура. 1444 року було придушено повстання родича Джалал-хана. У 1447 рокувже султан виступив проти Віджаянагару, завдавши поразки новому магараджахіраджи Маллікарджуні, захопивши до 1450 року більшу частину імперії, підійшовши впритул до її столиці Віджаянагару.
Помер у 1458 році від зараження крові внаслідок поранення ноги. Йому спадкував син син Хумаюн.